# Aquadrom Most

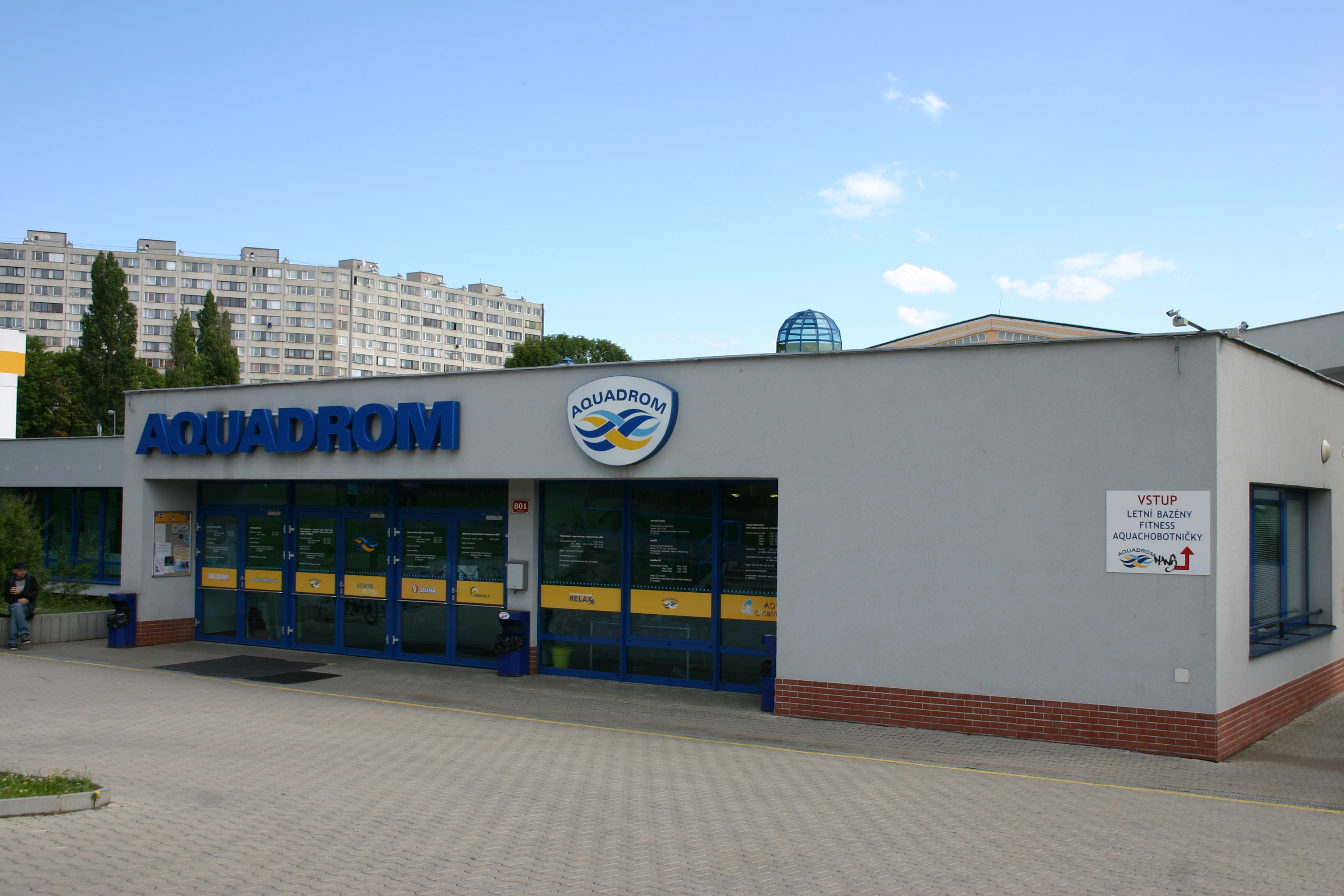
Vchod do Aquadromu Most

Aquadrom je originální místní název aquaparku a představuje jeden ze tří mosteckých dromů (Hipodrom, Autodrom); tj. tvoří páteřní systém tří největších sportovních a kulturních areálů v okrese Most. Byl otevřen pro veřejnost dne 21. června 2003. Vznikl přestavbou dřívějšího koupaliště, konkrétně otevřeného vyhřívaného bazénu. Celý areál je ve vlastnictví města (provozují jej Technické služby Most) a to také financovalo přestavbu bývalého koupaliště v ulici Topolová na aquapark za více než 270 milionů korun.
Areál kromě možnosti koupání v několika krytých a třech otevřených bazénech nabízí také saunu, fitness, solárium, minigolf a několik sportovních hřišť (tenis, nohejbal, malá kopaná a pétanque). Venkovní prostory poskytují celkem 40 524 metrů čtverečních travnatých ploch.
Rekonstrukci a přestavbu zajišťovala firma Metrostav.

## Statistika
- návštěvnost aquadromu: 272 140 (+ cca 15 000 návštěvníků pravidelných tréninků, plavců a potápěčů a členové rodinného vstupné) 2007
- návštěvnost sauny: 16 542 mužů, 5 881 žen, 2007
- objem vody v kryté části: 1 150 m³ (bazény a vnitřní jímky)
- travnaté plochy: 40 525 m²
- vnitřní areál:[4]

3 bazény (1 X 25 m)
2 tobogány
- venkovní areál:
- 3 bazény
- 1 skluzavka
- Mokré občerstvení:[2]

5 345 prodaných hamburgerů, 2007
6 895 prodaných langošů, 2007
10 465 prodaných párků v rohlíku, 2007
9 284 prodaných porcí hranolek, 2007